# Montecatini Val di Cecina
Montecatini Val di Cecina – miejscowość i gmina we Włoszech, w regionie Toskania, w prowincji Piza.
Według danych na rok 2008 gminę zamieszkiwały 1908 osoby, 12,3 os./km².